# Frischaufov dom na Okrešlju
Frischaufov dom na Okrešlju – schronisko turystyczne, które leży na skraju kotliny Okrešelj nad Logarską doliną. Otoczony jest szczytami Mrzlej gory, Štajerskiej Rinki, Križa i Turskiej gory. W pobliżu znajduje się 80-metrowej wysokości wodospad Rinka. Nosi imię dra Johannesa Frischaufa, badacza Alp Kamnickich. Pierwotne schronisko, które w 1876 wybudowało Niemiecko-austriackie Towarzystwo Górskie (niem. Deutscher und Österreichischer Alpenverein), w 1907 zniosła lawina. 2. sierpnia 1908 zostało wybudowane nowe. 21. września 1991 otwarto nowe, powiększone i odnowione schronisko. Zarządza nim PD (Towarzystwo Górskie) Celje Matica. Znajduje się na starej trasie Słoweńskiego Szlaku Górskiego.

## Dostęp
- 1 h: z Domu turystów w Logarskiej dolinie (837 m)

## Sąsiednie obiekty turystyczne
- 1,30 h: do Schroniska na Kamniškiej Przełęczy (1864 m)
- 5,30 h: do Cojzovego schroniska na Kokrskiej Przełęczy (1793 m), przez Turski żleb i Sleme
- 4 h: do Kranjskiego schroniska na Ledinach (1700 m), przez Savinjską Przełęcz
- 2,30 h: Brana (2252 m)
- 3,30 h: Kranjska Rinka (2453 m)
- 3,30 h: Križ (2433 m)
- 3,30 h: Mrzla gora (2203 m)
- 4 h: Skuta (2532 m)
- 3,30 h: Štajerska Rinka (2289 m)
- 2 h: Turska gora (2251 m)